# Транс-вплив
Транс-вплив (рос. транс-влияние, англ. trans influence) — вплив ліганда (X), який знаходиться в транс-положенні до іншого ліганда (L) в комплексах плоскої та октаедричної структури, що проявляється в зміні властивостей основного стану молекули, пов'язаних з лігандом L, зокрема таких як: довжина зв'язку метал — ліганд, частота коливань та силової сталої, константа взаємодії в спектрах ЯМР. Ліганди Х за величиною
транс-впливу на властивості, пов'язані з лігандом L, розташовуються в ряд: R– ≈ H– > PR3 > CO ≈ C=C ≈ Cl– ≈ NH3.